# Terremoto de Mendoza de 1903
El Terremoto de Mendoza de 1903 fue un terremoto, movimiento sísmico que ocurrió el 12 de agosto de 1903 a las 23:00 UTC-3 (Hora Local Argentina + 3), en la provincia de Mendoza, Argentina. 
Tuvo su epicentro en las coordenadas geográficas 32°10′0″S 69°10′00″O / -32.16667, -69.16667
La magnitud estimada fue de 6,0 en la escala de Richter, a una profundidad de 70 km; y de una intensidad de grado VII en la escala de Mercalli.
Afectó al Gran Mendoza, especialmente a la zona urbana del departamento Las Heras. Hubo 7 muertos e importantes daños en las construcciones de la ciudad.